# Louise Leakey
Pour les articles homonymes, voir Leakey.
Louise Leakey, princesse de Merode, née le 21 mars 1972 à Nairobi au Kenya, est une paléontologue kenyane d'origine britannique. Elle fait de la recherche et du travail de terrain sur les fossiles humains en Afrique de l'Est.

## Biographie
Louise Leakey est née à Nairobi, au Kenya, en Afrique, en 1972, l'année du décès de son grand-père Louis Leakey. Passionnée de préhistoire depuis ses 6 ans, elle se lance définitivement comme paléontologue en 1977.
Louise Leakey a obtenu son Baccalauréat international du Atlantic College, et un baccalauréat ès sciences en géologie et en biologie de l'université de Bristol. Plus tard, elle a reçu un doctorat de l'University College de Londres.
En 1993, Louise Leakey a remplacé son père Richard en tant que chef d'expédition sur le terrain pour les expéditions paléontologiques au Turkana, dans un environnement aride et hostile. Avec sa mère, Maeve, elle a dirigé le projet de recherche « Koobi Fora », qui a été le programme principal derrière certaines des plus remarquables découvertes de fossiles d'hominidés des deux dernières décennies, les plus récentes découvertes étant le Kenyanthropus platyops.
En 2003, Louise Leakey a épousé le prince Emmanuel de Mérode, anthropologue et primatologue belge, directeur du Parc national des Virunga (République démocratique du Congo). Ils ont deux filles : la princesse Seiya de Merode, née en 2004, et la princesse Alexia de Merode, née en 2006.